# Ernesto Sirolli
Ernesto Sirolli, Ph.D (nascido em 22 de setembro de 1950) é um autor e palestrante italiano que atua na área de desenvolvimento econômico local. Ele é autor de dois livros, "Ripples from the Zambezi" (1995 and 1999) e "How to Start a Business and Ignite your Life" (2012).

## Biografia
Ernesto Sirolli nasceu na Itália e passou parte de sua infância na Líbia. Após, estudou Ciências Políticas na Universidade de Roma e obteve o título de Ph.D. pela Universidade de Murdoch em Perth, Austrália, em 2004.

## Carreira
Ernesto Sirolli iniciou sua carreira em uma ONG italiana de projetos de desenvolvimento na África. Em 1985, fundou o Sirolli Institute for International Enterprise Facilitation, com sede no Estado Unidos, para fornecer serviços implementação de projetos e treinamento em Enterprise Facilitation para governos e organizações de diversos países.
Sirolli é o autor de dois livros. "Ripples from the Zambezi: passion, entrepreneurship, and the rebirth of local economies", publicado em 1995 e reeditado em 1999. Livro esse que consta na lista de leituras obrigatórias de diversos cursos universitários das áreas de administração e desenvolvimento sustentável. Já seu segundo livro, intitulado "How to start a business and ignite your life: a simple guide to combining business wisdom with passion", foi publicado em 2012.
Ernesto Sirolli é professor visitante do Instituto de Políticas Sustentáveis da Universidade de Curtin, Austrália e membro do Centro de Responsabilidade Social em Mineração da Universidade de Queensland, Nova Zelândia.
Como palestrante, Ernesto Sirolli ganhou atenção internacional em 2012 com sua "Shut Up and Listen". A apresentação recebeu mais de 3 milhões de visualizações na plataforma TED e foi incluída no livro do fundador do TED, "TED Talks: O guia oficial do TED para falar em público". Sirolli também palestrou nas rádios NPR radio e SDPB, e em várias outras conferências TEDx.
Em 2016, Ernesto Sirolli recebeu o Prêmio IOEE International Lifetime Achievement de Educação para o Empreendedorismo na Câmara dos Lordes Britânica, em Londres.

## Livros
- Sirolli, Ernesto (1995). Ripples In The Zambezi: Passion, Unpredictability And Economic Development. Institute For Science And Technology Policy, Murdoch University. ISBN:978-0869054000
- Sirolli, Ernesto (1999). Ripples from the Zambezi: passion, entrepreneurship, and the rebirth of local economies. British Columbia: New Society. ISBN 086-5713979. OCLC 54675326.
- Sirolli, Ernesto (2012). How to start a business and ignite your life : a simple guide to combining business wisdom with passion. Garden City Park, New York: Square One, 2012. ISBN 978-0757003745. OCLC 826659061.